# Hyperkinese
Hyperkinese (aus altgriechisch ὑπέρ hyper ‚über‘ und κίνησις kinēsis ‚Bewegung‘, Synonyme: Hyperkinesie, Hyperkinesis) ist ein Sammelbegriff für eine Vielzahl unwillkürlicher, in Form und Entstehung unterschiedlicher Extrabewegungen. Dranghafte Hyperkinesen bei Kindern werden auch als Erethismus bezeichnet.
Diese entstehen, wenn hemmende Mechanismen der Bewegungssteuerung im Zentralnervensystem reduziert sind oder ausfallen, weshalb Bewegungsimpulse nur unzureichend gesteuert werden können. Die ungewollten Bewegungen, die häufig auch als Tics interpretiert werden, können in choreatischer oder athetotischer Form auftreten, mit sämtlichen Zwischenformen. Hyperkinesie geht einher mit schwankendem (Dystonie), beziehungsweise herabgesetztem (Hypotonie) Muskeltonus. Hyperkinese kommt oft bei Störungen des extrapyramidalmotorischen Systems sowie bei affektiven Psychosen vor. Sie kann, ähnlich der tardiven Dyskinesie, auch durch Neuroleptika und andere Psychopharmaka verursacht werden.